# یواس‌اس کینزر (ای‌پی‌دی-۹۱)
یواس‌اس کینزر (ای‌پی‌دی-۹۱) (به انگلیسی: USS Kinzer (APD-91)) یک کشتی بود که طول آن ۳۰۶ فوت (۹۳ متر) بود. این کشتی در سال ۱۹۴۳ ساخته شد.